# Canindeyú
Canindeyú – jeden z departamentów Paragwaju. Stolicą jest Salto del Guairá. Graniczy z Brazylią (stany Mato Grosso do Sul i Paraná). Sąsiaduje z 4 departamentami: Amambay, San Pedro, Caaguazú i Alto Paraná.

## Dystrykty
Departament ten dzieli się na 10 dystryktów:
1. Corpus Christi
2. General Francisco Caballero Alvarez (Puente Kyhá)
3. Itanará
4. Katueté
5. La Paloma
6. Nueva Esperanza
7. Salto del Guairá
8. Villa San Isidro del Curuguaty
9. Villa Ygatimí
10. Ypejhū

Wschodnia część departamentu jest typowo rolnicza. Na niewielkich wzgórzach uprawia się głównie fasolę i soję. Duża część ludności to brazylijscy imigranci.